# 非經典光
非经典光是指不能用经典电动力学描述的光，其特性需要通过量子化的电磁场以及量子力学来进行描述。非经典光具有被称作量子噪声的非经典噪声特性，这种特性可以在量子光学的基础上来进行理解。
最为常见的非经典光状态有以下几种：
- 压缩态光（英语：Squeezed coherent state）在单个正交分量上具有较小的噪声。常见的几种压缩态光在单个分量上要么具有较小的振幅噪声，要么具有较小的相位噪声，但在其他分量上噪声则较大。
- 福克态（英语：Fock state）（或称光子数态）是指系统的光子数是已知的，但相位却尚不确定的状态。

## 格劳伯-苏德尔辛P表象
光处于任意状态时的密度矩阵可以写作：
{\displaystyle {\widehat {\rho }}=\int \varphi (\alpha )|{\alpha }\rangle \langle {\alpha }|{\rm {{d}^{2}\alpha ,}}}
其中{\displaystyle \scriptstyle |\alpha \rangle }是一个相干态。当式中的{\displaystyle \scriptstyle \varphi (\alpha )\,}是一个概率密度函数时，则称这时的光为“经典”态的光，否则就是非经典光。
当{\displaystyle \scriptstyle \varphi (\alpha )\,}出现以下几种情况时，就会出现非经典光：
- 在任意点出现负值；
- 出现比狄拉克δ函数更为奇异的分布时。

但物质本身可能为复杂。一些研究者提出：“当不同的相干态不（互相）正交时，即使{\displaystyle \scriptstyle P(\alpha )\,} 像是一个真实的概率密度（函数），它也不能描述互斥的状态的概率。”

## 延伸阅读
- Glauber, R. J.  (PDF). Physical Review. 1963, 131 (6): 2766  [2016-07-23]. （原始内容 (PDF)存档于2021-05-08） （英语）.